# Энозух
Энозух (лат. Enosuchus breviceps) — вид рептилиоморф из подотряда Leptorophida отряда сеймуриаморф (Seymouriamorpha), единственный в роде Enosuchus. Жил во времена пермского периода (268,0—252,3 млн лет назад) на территории современных Оренбургской области и Татарстана (Россия).

## Открытие
Новые вид и род описаны Е. Д. Конжуковой в 1955 году по голотипу PIN 271/99, найденному в «среднепермских» (нижнетатарский ярус) отложениях Ишеево (Татарстан). Первоначально считался темноспондильным брахиопоидом.

## Описание
Длина черепа 10 см, череп параболической формы. Скульптура черепа в виде анастомозирующих червеобразных гребней и бугров. Покровные кости очень толстые (до 0,8 см). Между глазами есть два отрезка глубоких каналов сейсмосенсорной системы (боковой линии) на других участках черепа они утрачены. Посткраниальный скелет неизвестен.

## Палеобиология
По мнению М. Ф. Ивахненко, энозух был полуводным хищником, проводившим много времени на суше на берегах пресных водоёмов. Животное обладало мягкой и влажной кожей, во время пребывания на суше каналы боковой линии на голове могли уходить в толщу кожи.  Ивахненко связывает происхождение этого животного с верхнекарбоновыми гефиростегами.